# Heugas
Heugas är en kommun i departementet Landes i regionen Nouvelle-Aquitaine i sydvästra Frankrike. Kommunen ligger i kantonen Dax-Sud som tillhör arrondissementet Dax. År 2022 hade Heugas 1 395 invånare.

## Befolkningsutveckling
Antalet invånare i kommunen Heugas
Referens:INSEE